# Jürgen Fuchs (scrittore)
Jürgen Fuchs (Reichenbach im Vogtland, 19 dicembre 1950 – Berlino, 9 maggio 1999) è stato uno scrittore tedesco, dissidente della Repubblica Democratica Tedesca.
Nato e cresciuto a Reichenbach im Vogtland, dopo il servizio militare ha iniziato a studiare psicologia sociale all'Università di Jena nel 1971. Nel 1973 è entrato a far parte del Partito Socialista Unificato di Germania (SED), nello stesso periodo ha pubblicato una serie di poesie e poemi che ne causarono la sua espulsione dal partito e dall'università (nonostante avesse già scritto la tesi e fosse stata valutata come "molto buona").
Fuchs si sposò con Lieselotte nel 1974 e nel 1975 nacque a Jena sua figlia Lili, nell'estate dello stesso anno la famiglia si trasferì a Berlino dove Fuchs trovò lavoro come assistente sociale per la chiesa, uno dei pochi lavori che un politico dissidente potesse fare. Dopo la sua protesta contro la privazione della cittadinanza tedesca orientale di Wolf Biermann, fu arrestato il 19 novembre 1976. Fuchs trascorse 9 mesi nel carcere della Stasi a Berlino-Hohenschönhausen (ma non è stato condannato fino al 1982). A seguito di proteste internazionali, nel mese di agosto del 1977 Fuchs è stato rilasciato e deportato a Berlino Ovest con la sua famiglia.
Morì di plasmocitoma, una rara forma di leucemia nel 1999 a Berlino. La sua malattia potrebbe essere stata causata dall'esposizione alle radiazioni alle quali i dissidenti venivano sottoposti da parte della Stasi per essere più facilmente rintracciabili.